# Arkansas City (Arkansas)
Pour la ville du Kansas, voir Arkansas City (Kansas).
La ville d’Arkansas City est le siège du comté de Desha, dans l’État de l’Arkansas, aux États-Unis. Sa population s’élevait à 366 habitants lors du recensement de 2010, estimée à 325 habitants en 2017.

## Démographie
| Groupe          | Arkansas City | Arkansas | États-Unis |
| --------------- | ------------- | -------- | ---------- |
| Blancs          | 51,4          | 77,0     | 72,4       |
| Afro-Américains | 47,0          | 15,4     | 12,6       |
| Autres          | 0,6           | 4,8      | 11,2       |
| Métis           | 0,6           | 2,0      | 2,9        |
| Amérindiens     | 0,6           | 0,8      | 0,9        |
| Total           | 100,0         | 100,0    | 100,0      |
|                 |               |          |            |
| Hispaniques     | 1,1           | 6,4      | 16,7       |

Selon l'American Community Survey, pour la période 2011-2015, 100 % de la population âgée de plus de 5 ans déclare parler l'anglais à la maison.
| 1880 | 1900  | 1910  | 1920  | 1930  | 1940  | 1950  | 1960 |
| ---- | ----- | ----- | ----- | ----- | ----- | ----- | ---- |
| 503  | 1 091 | 1 485 | 1 482 | 1 432 | 1 446 | 1 018 | 783  |

| 1970 | 1980 | 1990 | 2000 | 2010 | - | - | - |
| ---- | ---- | ---- | ---- | ---- | - | - | - |
| 615  | 668  | 523  | 589  | 366  | - | - | - |

## Personnalités liées à la ville
- Xenophon Overton Pindall (1873-1935), homme politique mort à Arkansas City ;
- John H. Johnson (1918-2005), homme d'affaires né à Arkansas City ;
- Maxie Parks (1951-), athlète né à Arkansas City.

## Source
- (en) Cet article est partiellement ou en totalité issu de l’article de Wikipédia en anglais intitulé « Arkansas City, Arkansas » (voir la liste des auteurs).

1. ↑  (en) « Arkansas City, AR Population - Census 2010 and 2000 », sur censusviewer.com.
2. ↑  (en) « Population of Arkansas - Census 2010 and 2000 », sur censusviewer.com.
3. ↑  (en) « Language spoken at home by ability to speak English for the population 5 years and over », sur factfinder.census.gov (consulté le 20 mars 2017).
4. ↑  « Statistiques des États-Unis - Arizona - Profils des comtés de 2010 » (consulté en novembre 2020)